# Vanilloideae
Le Vanilloideae Szlach., 1995 sono una sottofamiglia della famiglia delle Orchidacee.

## Distribuzione e habitat
La sottofamiglia ha una distribuzione cosmopolita.

## Tassonomia
Con Orchidoideae ed Epidendroideae fa parte del clade delle “Monandrae”, caratterizzato dalla presenza di un solo stame fertile.

Comprende 2 tribù, 14 generi e circa 250 specie:
Tribù Pogonieae
- Cleistes Rich. ex Lindl., 1840 (64 spp.)
- Cleistesiopsis Pansarin & F.Barros (3 spp.)
- Duckeella C.Porto & Brade (3 spp.)
- Isotria Raf., 1808 (2 spp.)
- Pogonia Juss., 1789 (5 spp.)

Tribù Vanilleae
- Clematepistephium N.Hallé, 1977 (1 sp.)
- Cyrtosia Blume, 1825 (5 spp.)
- Epistephium Kunth, 1822 (29 spp.)
- Eriaxis Rchb.f., 1876(1 sp.)
- Erythrorchis Blume, 1837 (2 spp.)
- Galeola Lour., 1790 (6 spp.)
- Lecanorchis Blume, 1856 (27 spp.)
- Pseudovanilla Garay, 1986 (8 spp.)
- Vanilla Mill., 1754 (105 spp.)